# Maria von Trapp
Maria Augusta Kutschera (Viena, 26 de janeiro de 1905 — Morrisville, 28 de março de 1987), também conhecida como Baronesa Maria von Trapp, foi madrasta e matriarca da Família de Cantores Trapp. Sua história serviu de inspiração para os filmes alemães A Família Trapp (1956) e Família Trapp na América (1958), de Wolfgang Liebeneiner. Tais filmes inspiraram o musical da Broadway The Sound of Music. (1959). A versão hollywoodiana, a mais conhecida sobre os Von Trapp, estreou em 1965: A Noviça Rebelde/Música no Coração (título no Brasil/Portugal), do diretor Robert Wise, que teve Julie Andrews no papel principal e ganhou 5 dos 10 Oscars aos quais foi indicado.

## Vida pregressa
Maria nasceu em 26 de janeiro de 1905, filha de Augusta (Rainer) e Karl Kutschera. Ela foi entregue em um trem que ia da vila de seus pais em Tirol a um hospital em Viena, na Áustria.
Sua mãe morreu de pneumonia quando tinha dois anos. Seu pai, aflito, deixou Maria com sua prima (sua mãe adotiva), que cuidou do meio-irmão de Maria depois que sua mãe morreu. O pai de Maria então viajou pelo mundo, embora Maria o visitasse de vez em quando em seu apartamento em Viena. Quando ela tinha nove anos, seu pai morreu. O genro de sua mãe adotiva, tio Franz, tornou-se seu guardião.
Tio Franz não tratou Maria bem e a puniu por coisas que ela não fez (mais tarde, descobriu-se que ele tinha doenças mentais.) Isso mudou Maria da criança tímida que ela era e, quando adolescente, ela se tornou a "cunhada da turma", imaginando que ela também poderia se divertir se quisesse entrar. Apesar dessa mudança, Maria continuou a obter boas notas.
Depois de terminar o colegial aos 15 anos, Maria fugiu para ficar com um amigo e, esperançosamente, se tornou professora de crianças em hotéis próximos. Como ela parecia tão jovem, ninguém a levou a sério. Finalmente, um gerente de hotel pediu que ela fosse a árbitra de um torneio de tênis. Embora ela não soubesse o que era um árbitro e nunca tivesse jogado tênis, ela aceitou o emprego.
Deste trabalho, economizou dinheiro suficiente para ingressar na Escola Estadual de Professores de Educação Progressiva em Viena, onde também recebeu uma bolsa. Ela se formou a partir dos 18 anos em 1923.
Em 1924, ela entrou na Nonnberg Abbey, um mosteiro beneditino em Salzburgo, como uma postulante que pretendia se tornar freira. 

## Biografia

### Casamento

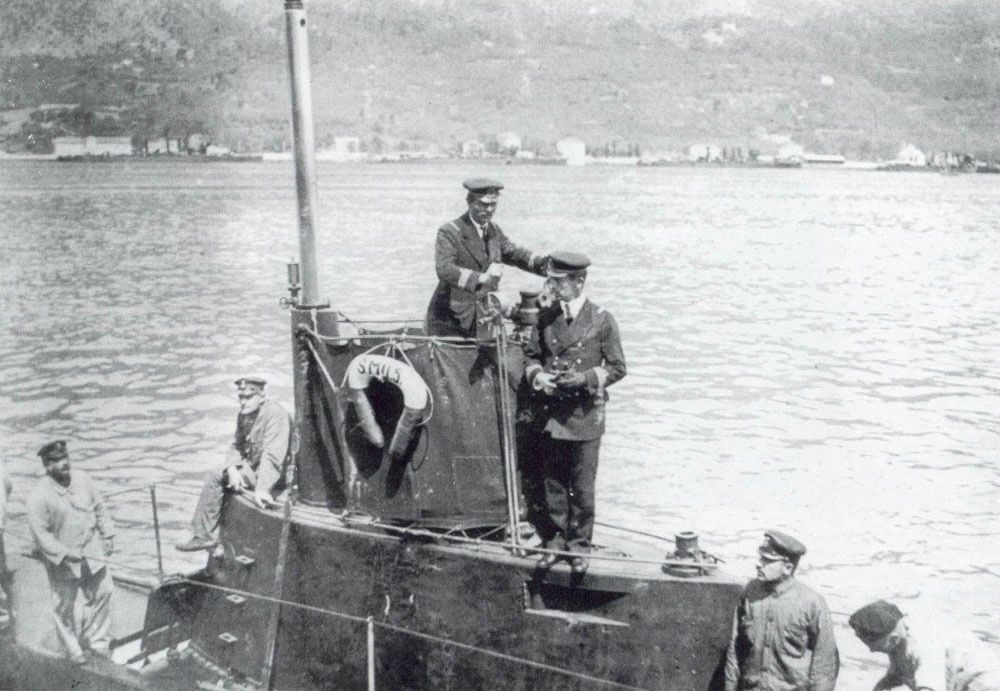
Georg von Trapp na ponte de um U-5 da Marinha Austro-Húngara (1915))

Maria foi convidada para ensinar uma das sete crianças, Maria Franziska von Trapp, do comandante naval viúvo Georg von Trapp em 1926, enquanto ainda era professora na abadia. Sua esposa Agatha morreu em 1922 de escarlatina. Eventualmente, Maria começou a cuidar dos outros filhos (Rupert, Agathe, Werner, Hedwig, Johanna e Martina) também.
O capitão von Trapp viu o quanto ela se importava com os filhos dele e pediu que ela se casasse com ele, embora ele tivesse 25 anos mais velho. Ela ficou assustada e fugiu de volta para a abadia de Nonnberg para buscar orientação da mãe abadessa, que a aconselhou que era a vontade de Deus que ela se casasse com ele. Ela então voltou para a família e aceitou a proposta. Ela escreveu em sua autobiografia que estava com muita raiva no dia do casamento, tanto em Deus quanto em seu marido, porque o que ela realmente queria era ser freira. "Eu realmente não estava apaixonada. Gostei dele, mas não o amava. No entanto, eu amava as crianças, então, de certa forma, realmente me casei com as crianças. Aprendi a amá-lo mais do que nunca antes. depois. "Eles se casaram em 26 de novembro de 1927 e tiveram três filhos juntos: Rosmarie (nascida em 1929), Eleonore ("Lorli") (nascida em 1931) e Johannes (nascido em 1939).

### Problemas médicos
Os Von Trapps adoravam caminhar e, em uma viagem, passaram uma noite na casa de um fazendeiro. Foi na manhã seguinte antes que ele os informasse que duas de suas filhas estavam com escarlatina. Infelizmente, Maria, Johanna e Martina perceberam tudo. Todos se recuperaram, mas o caso de Maria, devido à falta de hidratação, resultou em problemas mais graves.
Maria começou a sentir dores na região lombar durante as férias. Ao voltar para casa, ela viu seu médico. Ele informou Maria que ela tinha pedras nos rins e não havia como contornar uma operação. A enteada Maria a acompanhou até Viena, onde a operação seria realizada. A operação foi um sucesso. Dezenove pedras foram removidas. Por quase duas semanas após a operação, Maria foi forçada a ficar deitada de costas o dia todo. Georg, sentindo pena da esposa, comprou três filhotes para fazer companhia. Logo, porém, os filhotes ficaram grandes demais. Georg então conseguiu uma tartaruga para ela. Ele se arrastava pelo chão, então Maria fez uma coleira de fita e barbante.
Infelizmente, os rins de Maria foram um problema para a vida toda.

### Problemas financeiros
A família enfrentou uma ruína financeira em 1935. Georg havia transferido suas economias de um banco em Londres para um banco austríaco administrado por um amigo chamado Frau Lammer. A Áustria estava passando por dificuldades econômicas durante uma  depressão mundial por causa da Quinta-Feira Negra, e o banco de Lammer faliu. Maria Kutschera e Georg von Trapp se casou em 1927. Eles tiveram três filhos juntos. Para sobreviver, os Trapps demitiram a maioria de seus empregados, se mudaram para o último andar de sua casa e alugaram os outros quartos. O arcebispo enviou o pai Franz Wasner para ficar com eles como capelão, e isso começou sua carreira de cantor.

### Carreira musical precoce e partida da Áustria
Soprano Lotte Lehmann ouviu a família cantar, e ela sugeriu que eles se apresentassem em shows. Quando o chanceler austríaco Kurt Schuschnigg os ouviu no rádio, ele os convidou para se apresentar em Viena.
Depois de se apresentar em um festival em 1935, eles se tornaram um ato de turnê popular. Eles experimentaram a vida sob a  Nazistas após a  anexação da Áustria pela Alemanha em março de 1938. A vida tornou-se cada vez mais difícil ao testemunhar hostilidade em relação às crianças judias por seus colegas de classe, o uso de crianças contra seus pais, a defesa do aborto pelo médico de Maria e pela escola de seu filho e, finalmente, pela indução de Georg à marinha alemã. Eles visitaram Munique no verão de 1938 e encontraram  Hitler em um restaurante. Em setembro, a família deixou a Áustria e viajou para a Itália, depois para a Inglaterra e finalmente para os Estados Unidos. Os nazistas usaram sua casa abandonada como sede de Heinrich Himmler.
Inicialmente se autodenominando "Coro da Família Trapp", o von Trapps começou a se apresentar nos Estados Unidos e no Canadá. Eles se apresentaram em New York City no  The Town Hall em 10 de dezembro de 1938. O New York Times escreveu:
 Havia algo extraordinariamente amável e atraente nos cantores modestos e sérios dessa pequena agregação familiar, enquanto eles formavam um semicírculo próximo sobre seu diretor egoísta para sua oferta inicial, a bela sra. von Trapp em preto simples, e as jovens irmãs vestidas em trajes folclóricos austríacos em preto e branco, animados com fitas vermelhas. Era natural esperar deles um trabalho de refinamento superior, e não se decepcionou com isso. 

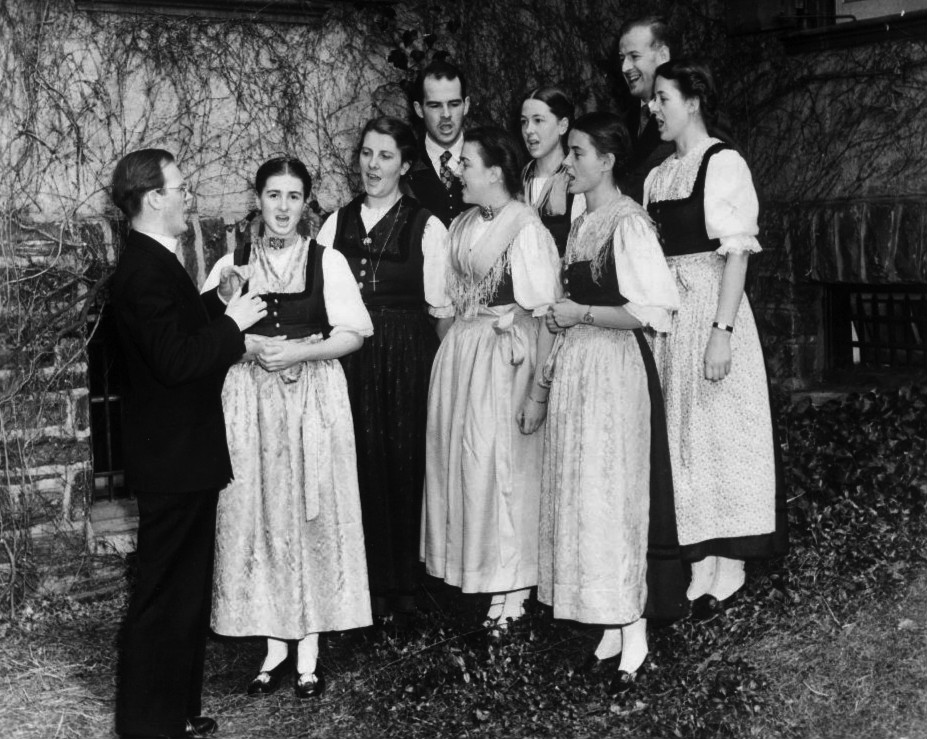
Trapp Family Singers se preparando para um concerto em Boston em 1941. Maria é a terceira da esquerda, com um terno escuro. O diretor é provavelmente Franz Wasner.

Charles Wagner foi seu primeiro agente de reservas, então eles assinaram contrato com Frederick Christian Schang. Achando o nome "Coro da família Trapp" muito religioso, Schang americanizou seu repertório e, seguindo sua sugestão, o grupo mudou seu nome para "Cantores da família Trapp". A família, que até então tinha dez filhos , logo estava em turnê pelo mundo dando concertos. Alix Williamson serviu como publicitário do grupo por mais de duas décadas. Após a guerra, eles fundaram o fundo Trapp Family Austrian Relief, que enviava comida e roupas para pessoas pobres na Áustria.

### Mudança para os Estados Unidos
Na década de 1940, a família mudou-se para Stowe, Vermont, onde dirigia um acampamento de música quando não estava em turnê. Em 1944, Maria, Johanna, Martina, Hedwig e Agathe solicitaram a cidadania dos EUA, enquanto Georg nunca solicitou a cidadania. Rupert e Werner se tornaram cidadãos servindo durante a Segunda Guerra Mundial, enquanto Rosmarie e Eleonore se tornaram cidadãos em virtude da cidadania de sua mãe. Johannes nasceu nos Estados Unidos na Filadélfia em setembro de 1939 durante uma turnê de concerto. Georg von Trapp morreu em 1947 em Vermont após sofrer câncer de pulmão.
A família fez uma série de registros de 78 rpm para o RCA Victor nos anos 50, alguns dos quais foram posteriormente lançados em LPs. Houve também algumas gravações posteriores lançadas em LPs, incluindo algumas sessões estéreo. Em 1957, os Trapp Family Singers se separaram e seguiram caminhos separados. Maria e três de seus filhos tornaram-se missionários em Papua Nova Guiné. Em 1965, Maria voltou a Vermont para administrar o Trapp Family Lodge, que havia sido nomeado "Cor Unum". Ela começou a entregar a gerência do alojamento a seu filho Johannes, embora inicialmente relutasse em fazê-lo. Hedwig retornou à Áustria e trabalhou como professor em Umhausen.
Em 25 de junho de 2019,  The New York Times Magazine  listou os cantores da família Trapp entre centenas de artistas cujo material teria sido destruído no incêndio Universal de 2008.

## Morte
Maria von Trapp morreu de insuficiência cardíaca em 28 de março de 1987, aos 82 anos em Morrisville, Vermont, três dias após a cirurgia. Ela está enterrada no cemitério da família no alojamento, junto com o marido e cinco de seus enteados.

## Decorações e prêmios
A família ganhou os seguintes prêmios:
- 1949 – Medalha Benemerenti (Papa Pio XII), em reconhecimento aos benefícios do Socorro da família Trapp na Áustria para austríacos carentes
- 1952 – Dama da Ordem do Santo Sepulcro (Vaticano-Papa Pio XII)
- 1956 – Mãe Católica do Ano nos Estados Unidos. As mulheres recebem esse título honorário, por reconhecer um comportamento exemplar [necessário esclarecer]
- 1957 – Decoração de honra em ouro por serviços à República da Áustria
- 1962 – Medalha Siena - prêmio concedido pela fraternidade feminina [Theta Phi Alpha] a "uma mulher extraordinária para reconhecê-la por sua resistência e grande conquista". A medalha é a maior honra que a organização concede a um não-membro e recebe o nome de Santa Catarina de Siena.
- 1967 – Cruz de honra austríaca para ciência e arte, 1ª classe
- 2007 – A família von Trapp recebeu o prêmio Egon Ranshofen Wertheimer em Braunau am Inn
- 2012 – Nomeação de Maria Trapp-Platz em Donaustadt (22º distrito de Viena)

## Adaptações da autobiografia
O livro de Maria von Trapp, "A História dos Cantores da Família Trapp", publicado em 1949, foi um best-seller. Foi transformado em dois filmes alemães / austríacos de sucesso:
- The Trapp Family  (1956)
- A Família Trapp na América  (1958)

O livro foi então adaptado para  The Sound of Music (musical) , um musical de 1959  Broadway de Rodgers e Hammerstein, estrelado por Mary Martin e Theodore Bikel. Foi um sucesso, com duração de mais de três anos. O musical foi adaptado em 1965 como um filme The Sound of Music, estrelado por Julie Andrews. A versão cinematográfica estabeleceu recordes de bilheteria nos EUA e Maria von Trapp recebeu cerca de US$ 500 000 ($ NaN hoje) em royalties.
Maria von Trapp fez uma aparição na versão cinematográfica de  The Sound of Music . Por um instante, ela, sua filha Rosmarie e a filha de Werner, Barbara, podem ser vistas passando por um arco durante a música "I Have Confidence", na linha: "Devo parar com essas dúvidas, todas essas preocupações / se não o fizer" t, eu apenas sei que voltarei."
Maria von Trapp cantou " Edelweiss" com Andrews em  The Julie Andrews Hour  em 1973. Em 1991, uma série de 40 episódios, intitulada  Trapp Family Story  foi ao ar no Japão, seu personagem referido pelo nome de solteira (Maria Kutschera), dublado por Masako Katsuki. Ela foi retratada no filme de 2015 von Trapp Family: A Life of Music  por Yvonne Catterfeld.

## Escritos
- A história dos cantores da família Trapp  (1949)
- Todo o ano com a família Trapp  (1955)
- Uma família sobre rodas: mais aventuras dos cantores da família Trapp  (c. 1959)
- Ontem, hoje e sempre: a vida religiosa de uma família notável  (1952)
- Maria  (1972)
- "Quando o rei era carpinteiro", Harrison, AR: New Leaf (1976)